# Aeroportul Abraham Lincoln Capital
Aeroportul Abraham Lincoln Capital (IATA: SPI, ICAO: KSPI, FAA LID: SPI) este un aeroport din Comitatul Sangamon, Illinois, Illinois, Statele Unite ale Americii ce deservește zona Springfield. Aeroportul a fost tranzitat în 2019 de 150.814 pasageri. A fost numit după Abraham Lincoln.
Situat la o altitudine de 182 m, aeroportul dispune de 3 piste.

## Infrastructură

### Piste
Aeroportul dispune de 3 piste: 
- pista 04/22 din beton, cu dimensiunile 8.001 picioare × 150 picioare
- pista 13/31 din asfalt, cu dimensiunile 7.400 picioare × 150 picioare
- pista 18/36, cu dimensiunile 5.300 picioare × 150 picioare